# 纽约市消防博物馆
40°43′33″N 74°0′25″W / 40.72583°N 74.00694°W

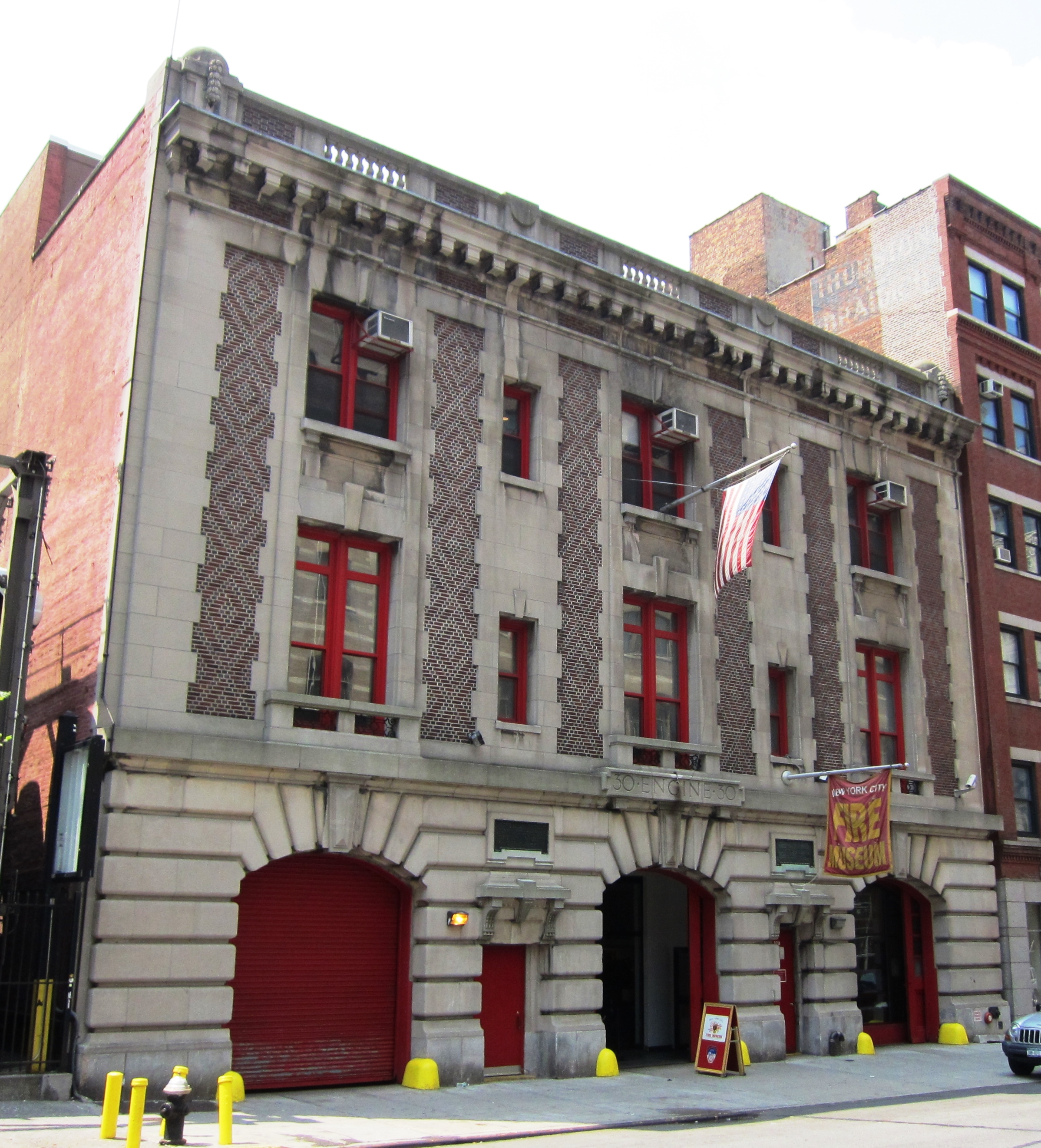

纽约市消防博物馆（The New York City Fire Museum）位于纽约市曼哈顿的哈德逊广场社区，泉水街（Spring Street）278号（靠近哈德逊街）的一幢建于1904年的消防局建筑内。该博物馆收藏了超过10,000件物品，以及上万件关于救火历史的和纽约市消防局的档案记录和照片。2001年9月11日在世界贸易中心殉职的343名消防队员的永久纪念碑。

## 历史

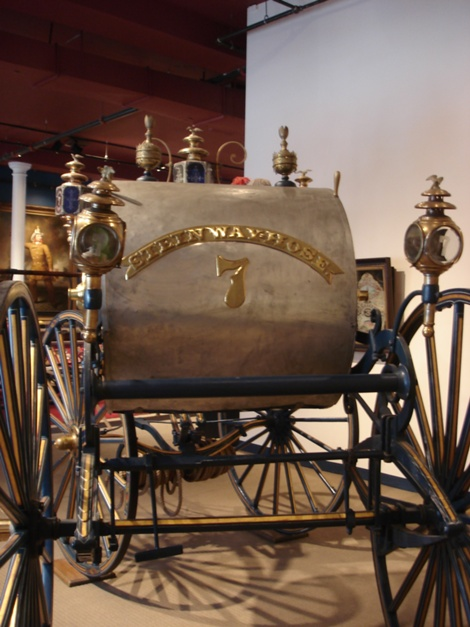

纽约市消防博物馆的历史可以追溯到1870年12月。

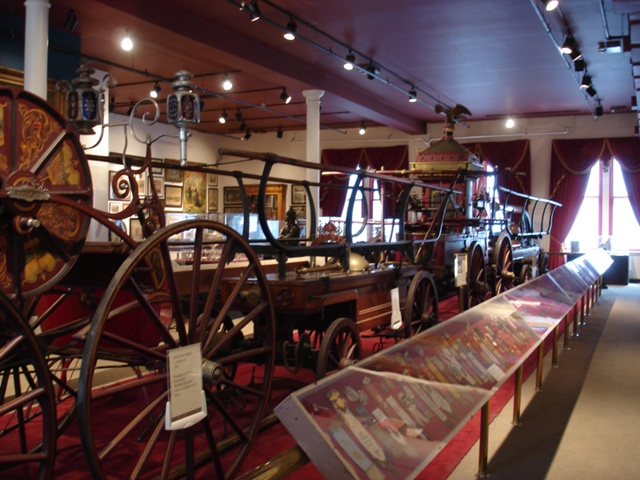

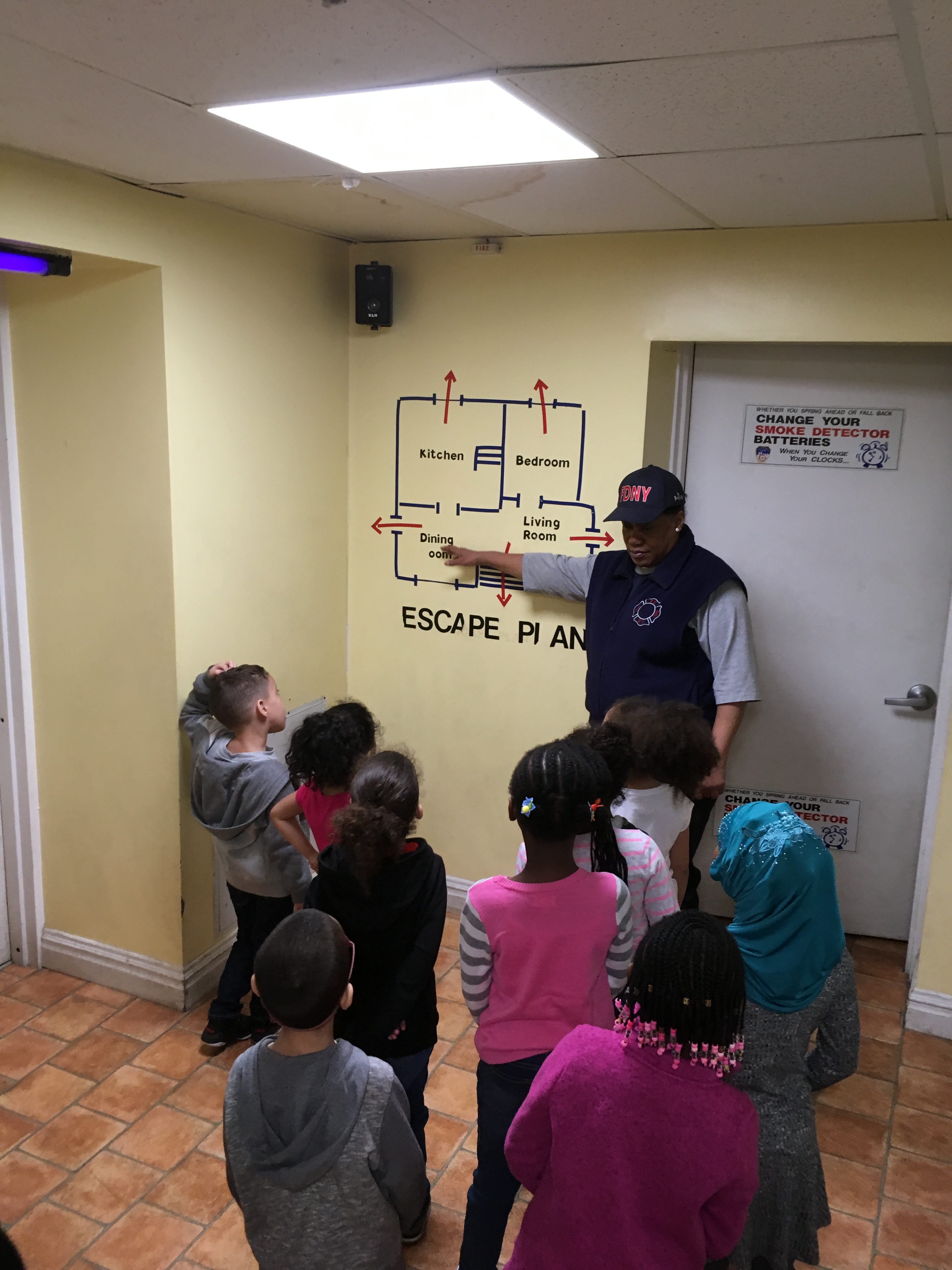